# Gordevio

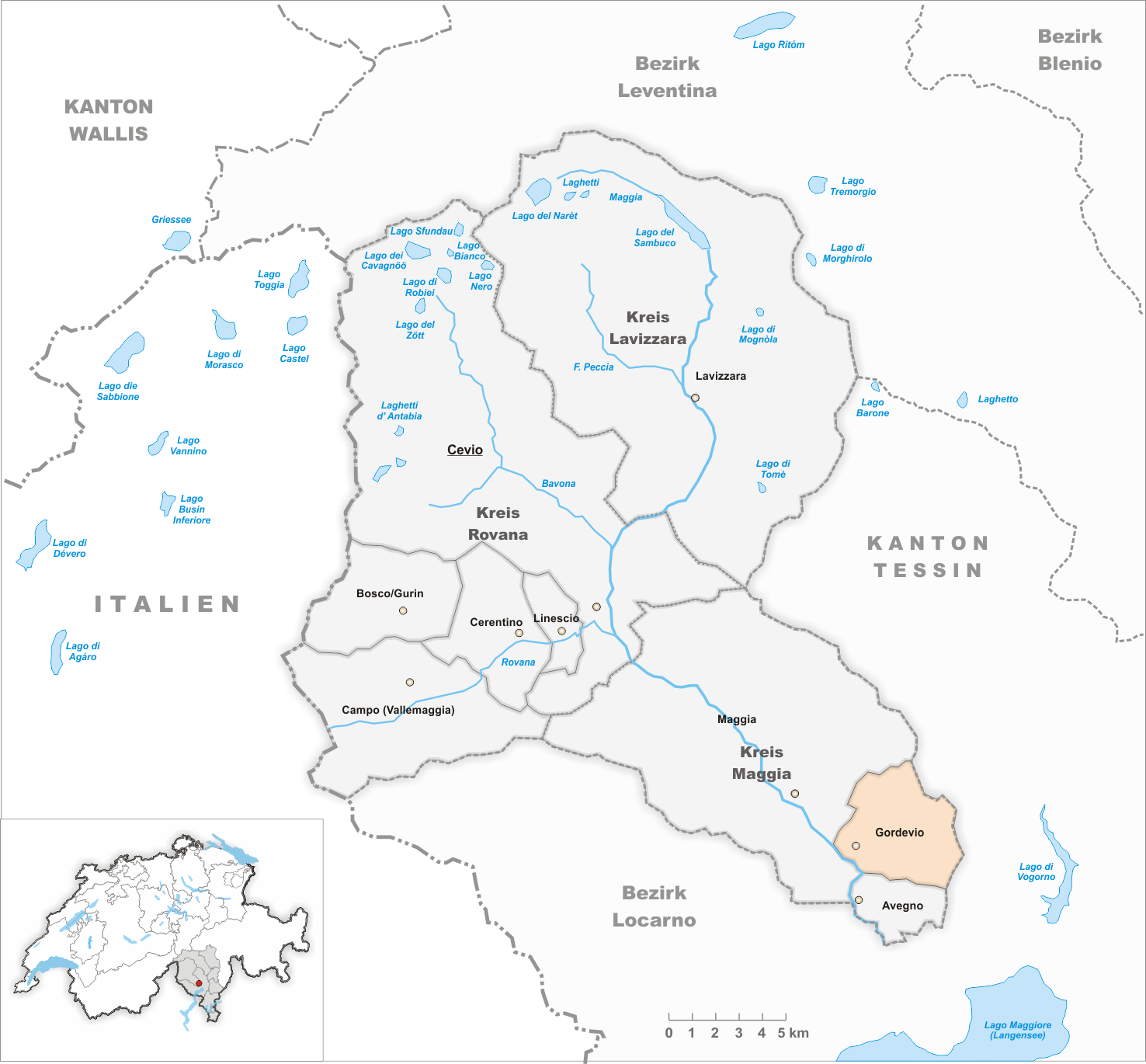
Gemeindestand vor der Fusion am 19. April 2008

Historisches Luftbild von Werner Friedli von 1962

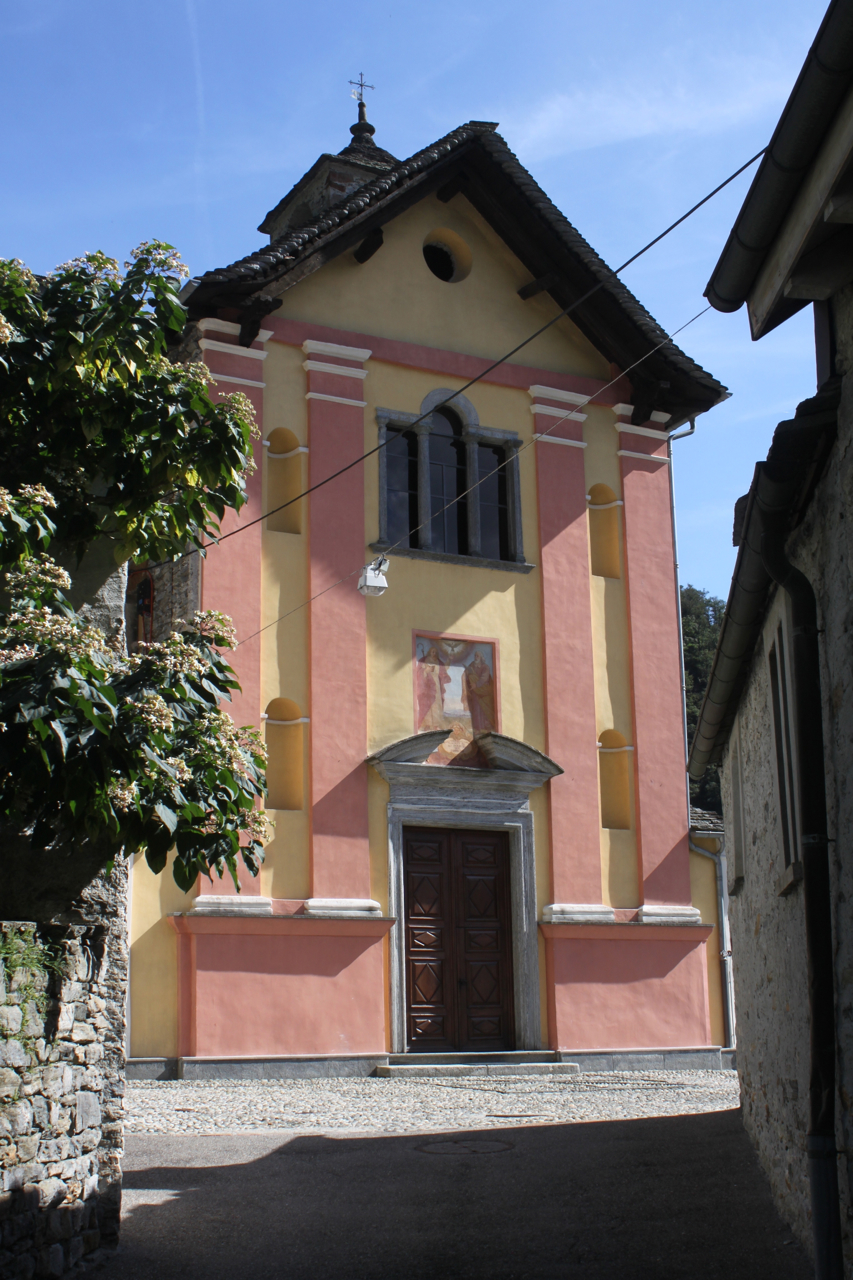
Pfarrkirche Santi Giacomo e Filippo

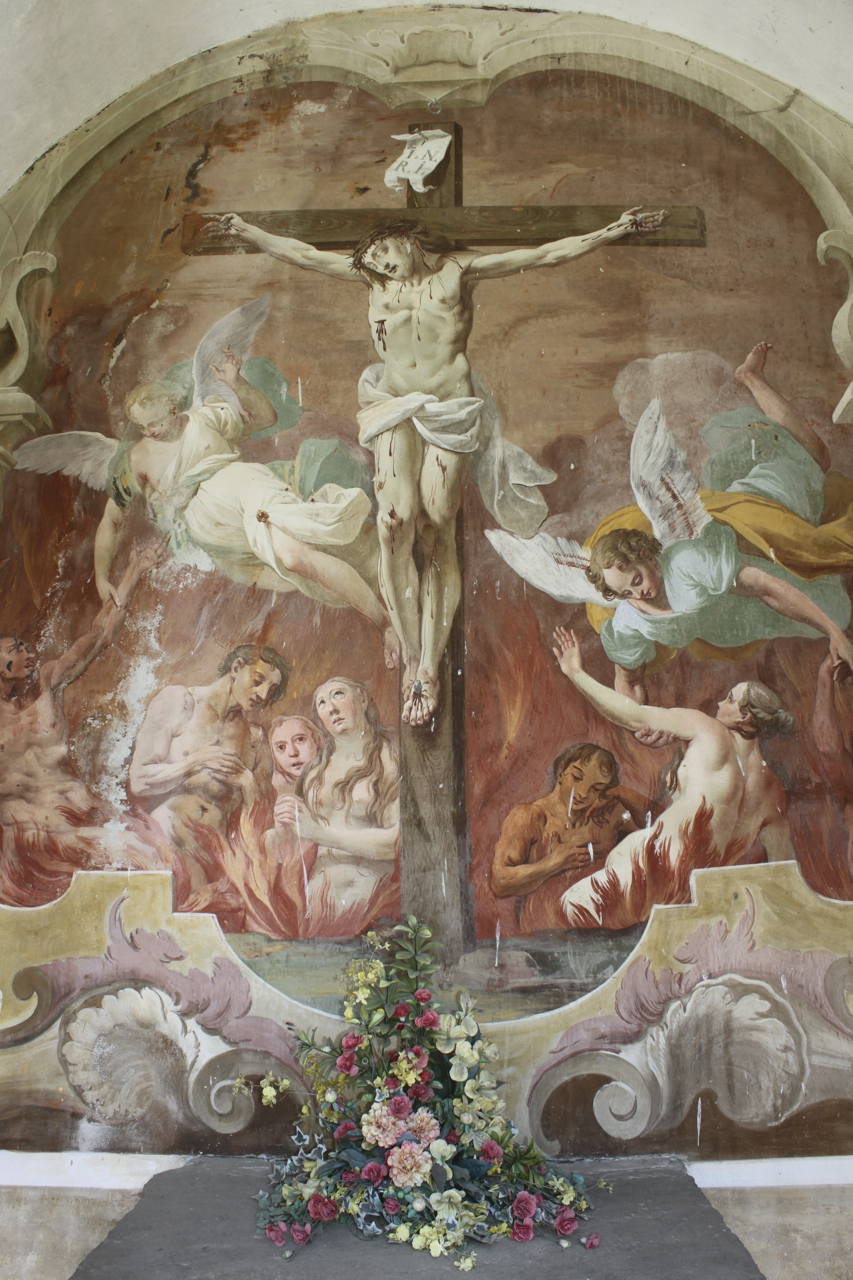
Beinhaus: Fresko der Kreuzigung des Malers Giuseppe Antonio Felice Orelli (1753)

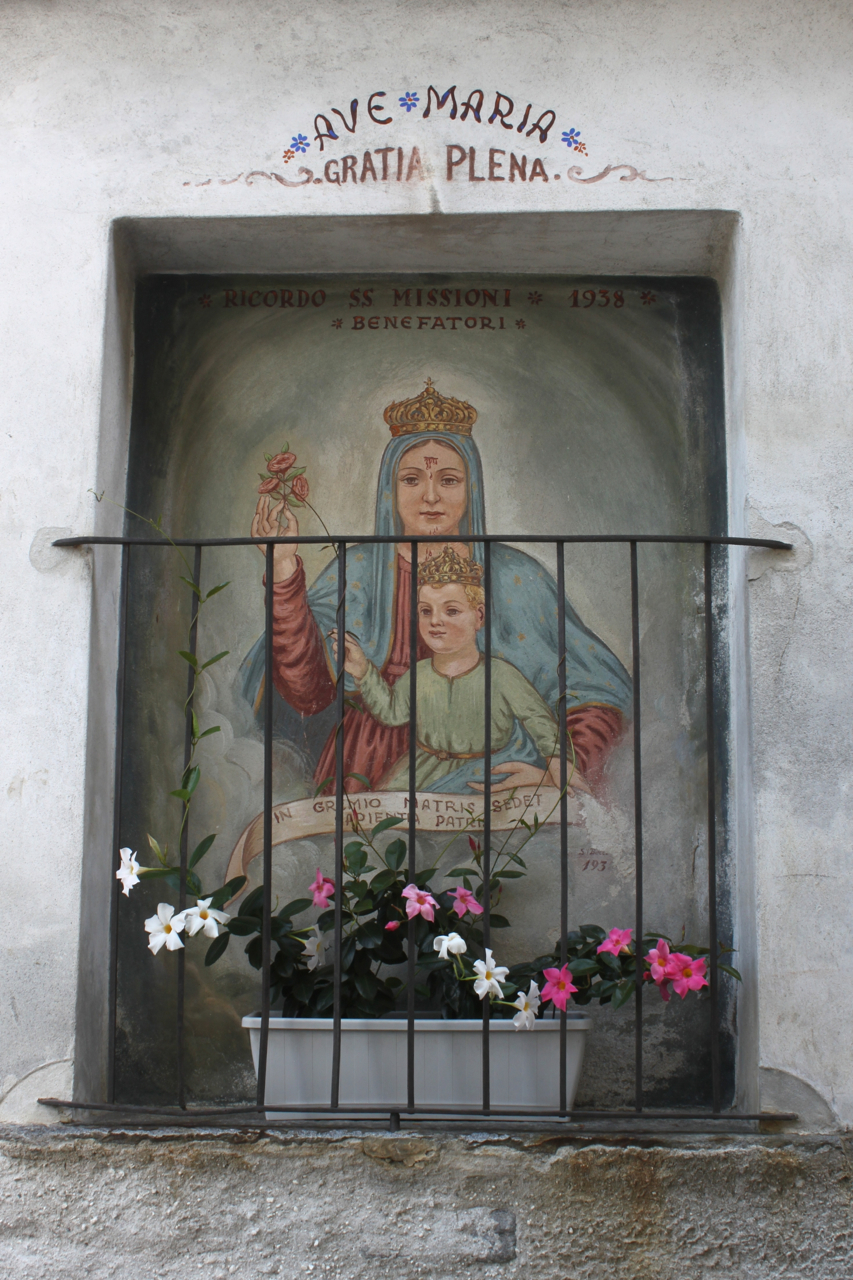
Fresko Sancta Maria Sanguinis oder Madonna di Re des Malers Silvio Baccaglio (1931)

Gordevio ist eine Fraktion der politischen Gemeinde Avegno Gordevio im Schweizer Kanton Tessin.

## Geographie
Der Ort liegt im unteren Teil des Valle Maggia am linken Ufer der Maggia, zehn Kilometer nordwestlich von Locarno. Er besteht aus den Ortsteilen Gordevio-In Brièe (312–343 m. ü. M.) nördlich und Gordevio-Ala Vila (313–361 m ü. M.) südlich des Baches Ri di Gei (Landeskarte: Riale Briè). Weiter gehören etliche Alpsiedlungen zur Gemeinde; die bedeutendsten sind A Malái (1141 m ü. M.), A Brünèsg (1311 m ü. M.) und Aiarlo di Dentro (1484 m ü. M.). Der grösste Teil des Gemeindegebiets besteht aus Alpen, bewaldeten Hängen und Gebirgslandschaft. Die Nordgrenze von Gordevio führt in nordöstlicher Richtung von der Maggia über den Cima di Aiarlo (1904 m ü. M.) und den Cròs Pizzitt (1952 m ü. M.) zum Cima di Nimi (2191 m ü. M.).
Im Osten grenzt die Gemeinde an den Bezirk Locarno. Der höchste Gipfel ist der Pizzo d’Orgnana (2219 m ü. M.). Weitere Gipfel sind der Mött di Pègor (2169 m ü. M.) und der Pizzo di Corbella (2066 m ü. M.). Die Südgrenze führt von der Maggia in östlicher Richtung über den Pianóst (1338 m ü. M.) zum El Tròsa (1869 m ü. M.). Vom gesamten Gemeindeareal von 1925 ha sind nur 2,1 % Siedlungsfläche. Ganze 60,9 % des Gemeindegebiets sind von Wald und Gehölz bedeckt, weitere 21,0 % sind unproduktive Fläche. Bloss 15,9 % sind landwirtschaftliche Nutzfläche (einschliesslich der Alpen).
Gordevio grenzt im Südwesten, Westen und Norden an die Gemeinde Maggia, im Osten an Lavertezzo, Corippo und Mergoscia im Bezirk Locarno und im Süden an Avegno.

## Geschichte
Gordevio wird erstmals im Jahr 1200 unter dem Namen Gordauio erwähnt (1616: Gordevio). Als die Walliser 1484 das Maggiatal erobern wollen, stellen die Bewohner von Gordevio 18 Männer des Verteidigungskontingents. Die Gemeinde gehört ab dem frühen 16. Jahrhundert bis 1798 zu den Ennetbirgischen Vogteien, danach bis 1803 zum Kanton Lugano.
Auf den 20. April 2008 fusionierten Gordevio und Avegno zur Gemeinde Avegno Gordevio. Gordevio bildet aber nach wie vor eine eigenständige Bürgergemeinde.

## Bevölkerung
Einwohnerzahlen: Volkszählungsdaten
Die Einwohnerzahl wuchs im 17. Jahrhundert stark an (1591–1709: fast eine Verdreifachung). Danach konnte der knappe Boden die vielen Leute nicht mehr ernähren. Mehr als die Hälfte aller Bewohner verliess den Ort und wanderte nach Norditalien, Rom und Palermo aus (1709–1799: −57,4 %). Bis 1850 wuchs die Bevölkerung wieder an (1799–1850: +34,7 %). Danach setzte bis 1930 eine Massenauswanderung Richtung Kalifornien ein. Viele Einwohner, die nicht nach Übersee wollten, wanderten in die Industriegebiete ab (vor allem nach Locarno). Ab 1950 setzte ein bis heute anhaltendes Bevölkerungswachstum ein. Gründe dafür sind die Motorisierung, die den Pendlerverkehr nach Locarno erleichterte, sowie das Bedürfnis vieler Locarneser Stadtbewohner, im Grünen zu wohnen (1950–2007: +212,8 %).

### Sprachen
84,59 % der Einwohner spricht eine lombardische Mundart sowie Italienisch. Der Anteil der Deutschsprachigen liegt bei 10,03 %. Ausserdem gaben 3,63 % der Bewohner Französisch als Hauptsprache an. (Stand 2000.)

### Religionen – Konfessionen
Im Jahr 2000 waren 79,20 % der Einwohner römisch-katholische und 6,52 % evangelisch-reformierte Christen. Daneben befinden sich 10,03 % Konfessionslose. 3,76 % der Bevölkerung machten keine Angaben zu ihrem Glaubensbekenntnis.

### Herkunft – Nationalität
Ende 2004 waren von den 812 Bewohnern von Gordevio 732 (= 90,15 %) Schweizer Staatsangehörige und 80 Zugewanderte aus anderen Ländern. Bei der letzten Volkszählung im Jahr 2000 waren 93,23 % Schweizer Bürger, darunter 55 Doppelbürger. Die grössten Einwanderergruppen kommen aus Italien, Kroatien und Deutschland.

## Wirtschaft
Die Landwirtschaft konnte stets nur eine geringe Zahl von Einwohnern ernähren. Deshalb spielte bis 1930 die Auswanderung (und die Überweisung von Geld der Ausgewanderten) eine wichtige Rolle. Heute sind bloss noch eine kleine Minderheit Bauern. In früheren Jahrzehnten spielten Industrie und Gewerbe eine bedeutende Rolle. Doch verdient ein Grossteil der Beschäftigten seinen Lebensunterhalt durch Arbeit in Dienstleistungsberufen. Während 1970 noch eine Mehrheit von 54,6 % der Erwerbstätigen in Gordevio selber arbeitete, sind heute über 71 % der Erwerbsbevölkerung Wegpendler (vor allem nach Locarno, Losone und Ascona). Der Tourismus spielt keine bedeutende Rolle.

## Verkehr
Von 1907 bis 1965 verkehrte die Maggiatalbahn. Seit ihrer Umstellung auf Busbetrieb wird Gordevio durch die Buslinie 315 der FART, Locarno-Bignasco-Cavergno, erschlossen. Der Ort liegt an der Hauptstrasse von Locarno durchs Valle Maggia.

## Sehenswürdigkeiten
- Pfarrkirche Santi Giacomo e Filippo, im Ortsteil Ala Vila, aus dem 17. Jahrhundert mit schönen Malereien[4][5]
- Beinhaus mit Bogengang aus dem 18. Jahrhundert und Fresko der Kreuzigung des Malers Giuseppe Antonio Felice Orelli (1753)[4]
- Friedhofsäule[4]
- Friedhofbetkapelle mit Fresken von Giovanni Antonio Vanoni[4]
- Betkapelle Immacolata mit Fresken von Giuseppe Antonio Felice Orelli (1753)[4]
- Waschhaus im Ortsteil In Brièe Sopra[4]

## Persönlichkeiten
- Giuseppe Laloli (1863–1944), Fliesenleger, Unternehmer, Wohltäter[6]
- Flavio Catenazzi (* 30. Mai 1947 in Locarno), Primarlehrer-Abschluss in Locarno, Universität Freiburg (Schweiz). Doktor phil. I. Liceo-Dozent, Freier Dozent für italienische Philologie an der Universität Freiburg. Mitglied der Jury des Ascona-Preises, Herausgeber der Zeitschrift Cenobio, Literaturkritiker[7][8]